# Antepipona ovalis
Antepipona ovalis är en stekelart som först beskrevs av Henri Saussure 1852.  Antepipona ovalis ingår i släktet Antepipona och familjen Eumenidae. Inga underarter finns listade i Catalogue of Life.